# Gryon acutiventre
Gryon acutiventre är en stekelart som beskrevs av Lubomir Masner 1983. Gryon acutiventre ingår i släktet Gryon och familjen Scelionidae. Inga underarter finns listade i Catalogue of Life.